# 日光清滝テレビ中継局
日光清滝テレビ中継局（にっこうきよたきテレビちゅうけいきょく）は、栃木県日光市に置かれているテレビ放送の中継局である。

## 中継局概要

### デジタルテレビ放送
| リモコン 番号 | 放送局名         | チャンネル 番号 | 空中線 電力 | ERP   | 偏波面   | 放送対象地域 | 放送区域 内世帯数 | 運用開始日      |
| ------------- | ---------------- | --------------- | ----------- | ----- | -------- | ------------ | ----------------- | --------------- |
| 1             | NHK 宇都宮総合   | 31              | 300mW       | 700mW | 垂直偏波 | 栃木県       | 約2,264世帯       | 2008年 12月26日 |
| 2             | NHK 東京教育     | 34              | 300mW       | 700mW | 垂直偏波 | 全国         | 約2,264世帯       | 2008年 12月26日 |
| 3             | GYT とちぎテレビ | 30              | 300mW       | 700mW | 垂直偏波 | 栃木県       | 約2,264世帯       | 2008年 12月26日 |
| 4             | NTV 日本テレビ   | 36              | 300mW       | 690mW | 垂直偏波 | 関東広域圏   | 約2,264世帯       | 2008年 12月26日 |
| 5             | EX テレビ朝日    | 42              | 300mW       | 690mW | 垂直偏波 | 関東広域圏   | 約2,264世帯       | 2008年 12月26日 |
| 6             | TBSテレビ        | 38              | 300mW       | 690mW | 垂直偏波 | 関東広域圏   | 約2,264世帯       | 2008年 12月26日 |
| 7             | TX テレビ東京    | 44              | 300mW       | 690mW | 垂直偏波 | 関東広域圏   | 約2,264世帯       | 2008年 12月26日 |
| 8             | CX フジテレビ    | 40              | 300mW       | 690mW | 垂直偏波 | 関東広域圏   | 約2,264世帯       | 2008年 12月26日 |

- 所在地： 日光市丹勢（沼ノ平）[2]
- 放送区域： 日光市の一部[3]
- 2008年11月14日に予備免許が交付され[3]、12月26日に本放送を開始した[2]。なお、NHK総合テレビの県域放送は2012年4月1日から実施された[4]。

### アナログテレビ放送
| チャンネル 番号 | 放送局名         | 空中線 電力       | ERP                | 偏波面   | 放送対象地域 | 放送区域 内世帯数 | 運用開始日      |
| --------------- | ---------------- | ----------------- | ------------------ | -------- | ------------ | ----------------- | --------------- |
| 46              | GYT とちぎテレビ | 映像3W/ 音声750mW | 映像9.9W/ 音声2.5W | 垂直偏波 | 栃木県       | 3,742世帯         | -               |
| 49              | NHK 東京教育     | 映像3W/ 音声750mW | 映像10W/ 音声2.5W  | 垂直偏波 | 全国         | 3,742世帯         | 1965年 12月26日 |
| 51              | NHK 東京総合     | 映像3W/ 音声750mW | 映像10W/ 音声2.5W  | 垂直偏波 | 関東広域圏   | 3,742世帯         | 1965年 12月26日 |
| 53              | NTV 日本テレビ   | 映像3W/ 音声750mW | 映像9.3W/ 音声2.3W | 垂直偏波 | 関東広域圏   | 3,742世帯         | 1966年 8月26日  |
| 55              | TBSテレビ        | 映像3W/ 音声750mW | 映像9.3W/ 音声2.3W | 垂直偏波 | 関東広域圏   | 3,742世帯         | 1966年 8月26日  |
| 57              | CX フジテレビ    | 映像3W/ 音声750mW | 映像9.3W/ 音声2.3W | 垂直偏波 | 関東広域圏   | 3,742世帯         | 1966年 8月26日  |
| 59              | EX テレビ朝日    | 映像3W/ 音声750mW | 映像9.3W/ 音声2.3W | 垂直偏波 | 関東広域圏   | 3,742世帯         | 1966年 8月26日  |
| 61              | TX テレビ東京    | 映像3W/ 音声750mW | 映像9.3W/ 音声2.3W | 垂直偏波 | 関東広域圏   | 3,742世帯         | 1981年 8月19日  |

- 所在地： デジタルテレビ放送に同じ
- 放送区域： 日光市の一部
- アナアナ変換により、とちぎテレビのチャンネルは、2003年11月に47chから46chへ変更[5]。
- 2011年7月24日をもってすべて廃止された。